# Grasleysufjöll
Grasleysufjöll är ett berg i republiken Island. Det ligger i regionen Suðurland, 120 km öster om huvudstaden Reykjavík. Toppen på Grasleysufjöll är 715 meter över havet.
Trakten runt Grasleysufjöll är nära nog obefolkad, med mindre än två invånare per kvadratkilometer. Det finns inga samhällen i närheten. Trakten runt Grasleysufjöll består i huvudsak av gräsmarker.